# 希羅凱 (錫內利尼科韋區)
48°7′56″N 35°52′19″E / 48.13222°N 35.87194°E
希羅凱（烏克蘭語：Широке），是烏克蘭中部第聶伯羅彼得羅夫斯克州錫內利尼科韋區瓦西里基夫卡市镇的村落。分別距離薩馬爾斯凱1公里和多夫赫2公里，2001年人口140。